# Porites stephensoni
Porites stephensoni är en korallart som beskrevs av Crossland 1952. Porites stephensoni ingår i släktet Porites och familjen Poritidae. IUCN kategoriserar arten globalt som nära hotad. Inga underarter finns listade i Catalogue of Life.